# Prasophyllum praecox
Prasophyllum praecox är en orkidéart som beskrevs av David Lloyd Jones. Prasophyllum praecox ingår i släktet Prasophyllum och familjen orkidéer.
Artens utbredningsområde är Sydaustralien. Inga underarter finns listade i Catalogue of Life.